# L'Amour à tout prix (manga)
L'Amour à tout prix (レンアイ至上主義, Renai Shijo Shugi) est un manga de type shōjo en 8 volumes, tous sortis en France aux éditions Akiko.

## Synopsis
Au cours d'une soirée, Seri rencontre par hasard Hayasaka Tamaki, un ancien ami d'enfance. Leur relation s'était terminée le jour où Seri avait battu Hayasaka dans un combat de karaté. Seri propose à Hayasaka un match de revanche. Hayasaka pose alors une condition : s'il gagne, Seri devra faire ce qu'il lui dira. Vaincue, Seri va devoir se plier à la volonté de Hayasaka qui l'a toujours aimé. En se prêtant au jeu de Hayasaka, Seri va peu à peu se rendre compte qu'il s'agit peut-être de sa chance de vivre un véritable amour avec son ami pour qui elle a toujours eu des sentiments.